# Bomba de Flit

Bomba de Flit de 1928

Uma bomba de Flit é um pulverizador de inseticida manual usado para borrifar FLIT, um inseticida de marca amplamente usado contra moscas e mosquitos entre 1928 e meados da década de 1950. Embora tenha o nome da conhecida marca, "bomba de Flit" tornou-se um nome genérico para esse tipo de dispensador. Antes comumente encontradas em residências, as bombas de Flit operadas manualmente foram substituídas por latas de spray aerossol e caíram em desuso.